# 涅斯捷罗沃农村居民点
涅斯捷罗沃农村居民点（俄语：Сельское поселение Нестеровское）是俄罗斯联邦沃洛格达州索科尔区所属的一个农村居民点。其下辖有64个居民点，行政中心为涅斯捷罗沃。据2015年统计，该农村居民点的人口为494人。